# Cinnamon girl (Neil Young)
Cinnamon girl is een lied dat werd geschreven door Neil Young. Samen met Crazy Horse bracht hij het in 1970 uit op een single met Sugar mountain op de B-kant. Het is ook het openingsnummer op zijn album Everybody knows this is nowhere dat een jaar eerder al verscheen.
Youngs single kwam op nummer 55 in de VS en nummer 25 in Canada. Een cover door The Gentrys bereikte nog hetzelfde jaar nummer 52 in dezelfde Billboard Hot 100.
Het is een klassiek rocknummer met een eenvoudig akkoordenschema. De gitaarsolo bestaat slechts uit een enkele noot, waarbij de variatie wordt gebracht door de aanslag van een andere elektrische gitaar. De inhoud van de tekst blijft vrij onduidelijk. Cinnamon is Engels voor kaneel en in het eerste couplet zingt hij dat hij zijn hele leven bij een cinnamon girl wil zijn.

## Covers
Er verscheen een groot aantal covers van het nummer. The Gentrys (nr. 52 in de Billboard Hot 100, 1970) en The Dream Syndicate (1987) kwamen met een cover op de A-kant van een single. Op de B-kant verschenen versies van Dreams So Real (Bearing witness (Lay me down), 1989) en Clearlake (Wonder if the snow will settle, 2005). Verder verschenen nog tientallen versies op muziekalbums. Slechts enkele voorbeelden daarvan zijn van John Entwistle (Smash your head against the wall, 1996),  Type O Negative (October rust, 1996), Matthew Sweet & Susanna Hoffs (Under the covers vol. 1, 2006) en Dierks Bentley & Booker T. Jones (A MusiCares tribute to Neil Young, 2011).